# جاكوزينيو
جاكوزينيو (بالبرتغالية: Jacuizinho‏)؛ بلدية في ولاية ريو غراندي دو سول في المنطقة الجنوبية من البرازيل. في عام 1997، اعتُمِدت بوصفها بلدية قائمة بذاتها. ويقدر عدد سكانها في عام 2004، بحوالي 2453 نسمة.